# Drinsahl
Drinsahl ist ein Ortsteil von Nümbrecht im Oberbergischen Kreis im südlichen Nordrhein-Westfalen innerhalb des Regierungsbezirks Köln.

## Lage und Beschreibung
Der Ort liegt in Luftlinie rund 2,5 km östlich vom Stadtzentrum von Nümbrecht entfernt.

## Geschichte

### Erstnennung
1447 wurde der Ort das erste Mal urkundlich erwähnt und zwar "Rechnung des Rentmeisters Joh. van Flamersfelt".
Schreibweise der Erstnennung: Drudelsae / Drudelsa

## Freizeit

### Wandern und Radwege
Folgende Wanderwege werden vom Wanderparkplatz Drinsahl vom Sauerländischen Gebirgsverein angeboten:
- (3,0 km) – (3,8 km) –  (3,8 km) – (4,1 km)

## Bus und Bahnverbindungen

### Linienbus
Haltestelle: Drinsahl Abzw.
- 311 Nümbrecht – Oberbreidenbach – Diezenkausen – Waldbröl (OVAG, Werktagsverkehr, samstags Taxibusverkehr)